# Canton de Brionne
Le canton de Brionne est une circonscription électorale française située dans le département de l'Eure et la région Normandie.

## Histoire
Le canton de Brionne a été créé en 1790.
Un nouveau découpage territorial de l'Eure (département) entre en vigueur à l'occasion des élections départementales de mars 2015, défini par le décret du 25 février 2014, en application des lois du 17 mai 2013 (loi organique 2013-402 et loi 2013-403). Les conseillers départementaux sont, à compter de ces élections, élus au scrutin majoritaire binominal mixte. Les électeurs de chaque canton élisent au Conseil départemental, nouvelle appellation du Conseil général, deux membres de sexe différent, qui se présentent en binôme de candidats. Les conseillers départementaux sont élus pour 6 ans au scrutin binominal majoritaire à deux tours, l'accès au second tour nécessitant 12,5 % des inscrits au 1er tour. En outre la totalité des conseillers départementaux est renouvelée. Ce nouveau mode de scrutin nécessite un redécoupage des cantons dont le nombre est divisé par deux avec arrondi à l'unité impaire supérieure si ce nombre n'est pas entier impair, assorti de conditions de seuils minimaux. Dans l'Eure, le nombre de cantons passe ainsi de 43 à 23. Le nombre de communes du canton de Brionne passe de 23 à 44.
Le nouveau canton de Brionne est formé de communes des anciens cantons de Brionne (23 communes) et de Beaumont-le-Roger (21 communes). Le bureau centralisateur est situé à Brionne.

## Géographie
Ce canton est organisé autour de Brionne dans l'arrondissement de Bernay. Son altitude varie de 46 m (Le Bec-Hellouin) à 178 m (Berthouville) pour une altitude moyenne de 134 m.
Son territoire est partagé entre la plaine du Neubourg, le Lieuvin et le pays d'Ouche.

## Représentation

### Conseillers d'arrondissement (de 1833 à 1940)
Le canton de Brionne avait deux conseillers d'arrondissement jusqu'en 1909.
| Période                                  | Période      | Identité                         | Étiquette                | Qualité |
| ---------------------------------------- | ------------ | -------------------------------- | ------------------------ | --- |
| 1833                                     | 1845         | Auguste Alexandre Binière        |                          | Propriétaire, maire du Bec-Hellouin                                                                         |
| 1833                                     | 1848         | Thomas Pierre Guenet (1796-1858) |                          | Notaire, maire de Brionne                                                                                   |
| 1845                                     |              | Eugène Marie                     |                          | Notaire à Brionne, Président du Conseil d'arrondissement                                                    |
|                                          |              |                                  |                          | |
| 1871                                     |              | M. Auvray                        |                          | |
|                                          |              |                                  |                          | |
| 1880                                     | 1886 (décès) | M. Héribel                       |                          | Juge de paix du canton                                                                                      |
| 1886                                     | 1898         | Albert Deshayes                  | Républicain              | Agriculteur, maire d'Aclou                                                                                  |
| 1892                                     | 1898 (décès) | Hyacinthe Hersent (1831-1898)    | Républicain              | Épicier à Elbeuf, maire de Brionne                                                                          |
| 1898                                     |              | M. Ducosté                       | Conservateur             | Médecin à Brionne                                                                                           |
| 1898                                     |              | Charles Duret                    | Conservateur             | Industriel (coton et laine) à Brionne                                                                       |
| 1909                                     | 1919         | Gaston de Bonnechose (1867-1956) | Républicain progressiste | Ancien officier d'artillerie, ingénieur, propriétaire à Brionne                                             |
| 1919                                     | 1940         | Jules Leroux                     | Républicain progressiste | Ancien maire de Franqueville                                                                                |
| 1922                                     | 1928         | M. Robin                         | Républicain              | |
| 1928                                     | 1940         | Félix-Henri Cesselin             | Républicain progressiste | Propriétaire agriculteur à Brionne                                                                          |
| 1940                                     |              |                                  |                          | Les conseils d'arrondissement ont été suspendus par la loi du 12 octobre 1940 et n'ont jamais été réactivés |
| Les données manquantes sont à compléter. |              |                                  |                          | |

### Conseillers généraux de 1833 à 2015
| Période | Période             | Identité                               | Étiquette                      | Qualité                                                                                    |
| ------- | ------------------- | -------------------------------------- | ------------------------------ | ------------------------------------------------------------------------------------------ |
| 1833    | 1842                | François Boucher (1797-?)              |                                | Notaire et propriétaire, maire de Brionne                                                  |
| 1842    | 1871                | Jean-Baptiste Hamel                    |                                | Médecin à Boisney, officier de santé                                                       |
| 1871    | 1877                | Arthur Join-Lambert                    | Orléaniste                     | Historien Conseiller municipal de Saint-Étienne-du-Rouvray                                 |
| 1877    | 1883                | Eugène Janvier de la Motte             | Appel au Peuple (Bonapartiste) | Ancien Préfet de l'Eure Député (1876-1884)                                                 |
| 1883    | 1917 (décès)        | Arthur Join-Lambert                    | Orléaniste                     | Historien Conseiller municipal de Saint-Étienne-du-Rouvray                                 |
| 1917    | 1919                | siège vacant                           |                                |                                                                                            |
| 1919    | 1940                | André Join-Lambert (fils du précédent) | URD                            | Directeur de banque Conseiller municipal de Livet-sur-Authou Sénateur (1937-1945)          |
|         |                     |                                        |                                |                                                                                            |
| 1945    | 1951                | Augustin Boismard                      | SFIO                           | Employé, maire de Brionne                                                                  |
| 1951    | 1964                | Charles Delaporte (1890-1969)          | CNIP                           | Industriel dans le textile Maire de Brionne                                                |
| 1964    | 1982                | Georges Beuvain                        | SFIO puis Radical puis MRG     | P.T.A. de forge, ancien compagnon-artisan Maire de Brionne (1964-1982)                     |
| 1982    | 1988                | Philippe Pontet                        | UDF                            | Conseiller référendaire à la Cour des Comptes Député (1980-1981)                           |
| 1988    | 1989 (invalidation) | François Loncle                        | PS                             | Journaliste Maire de Brionne (1982-1995) Député (1981-1986, 1988-1992, 1997-2017)          |
| 1989    | 2001                | Pierre Zucconi                         | UDF                            | Professeur Président de la communauté de communes rurales du canton de Brionne (1998-2003) |
| 2001    | 2015                | Gérard Grimault                        | PCF                            | Aide-comptable Maire de Brionne (1995-2015)                                                |

### Représentation après 2015
| Période élective | Période élective | Mandat | Mandat   | Identité                     | Nuance | Nuance | Qualité |
| ---------------- | ---------------- | ------ | -------- | ---------------------------- | ------ | ------ | --- |
| 2015             | 2021             | 2015   | 2021     | Marie-Christine Join-Lambert |        | LR     | Agricultrice Maire de Brétigny 6e vice-présidente du Conseil départemental chargée de l'agriculture, de l'alimentation, de la ruralité, et de la préservation de l’environnement.                                                            |
| 2015             | 2021             | 2015   | 2021     | Jean-Pierre Le Roux          |        | UDI    | Agent de maîtrise Maire de Beaumont-le-Roger |
| 2021             | 2028             | 2021   | en cours | Myriam Duteil                |        | DVC    | Agricultrice, conseillère municipale DVC de Saint-Pierre-de-Salerne 7ème vice-présidente du Conseil départemental, chargée de la protection de la nature et des paysages, de l’économie circulaire, du cycle de l’eau et de la biodiversité. |
| 2021             | 2028             | 2021   | en cours | Jean-Pierre Le Roux          |        | LREM   | Maire de Beaumont-le-Roger |

### Résultats détaillés

#### Élections de mars 2015
À l'issue du 1er tour des élections départementales de 2015, deux binômes sont en ballottage : Claire Biancone et Daniel Leblanc (FN, 31 %) et Marie-Christine Join-Lambert et Jean-Pierre Le Roux (Union de la Droite, 28,72 %). Le taux de participation est de 53,34 % (9 750 votants sur 18 279 inscrits) contre 50,53 % au niveau départementalet 50,17 % au niveau national.
Au second tour, Marie-Christine Join-Lambert et Jean-Pierre Le Roux (Union de la Droite) sont élus avec 59,04 % des suffrages exprimés et un taux de participation de 53,6 % (5 093 voix pour 9 797 votants et 18 277 inscrits).
Jean-Pierre Le Roux a quitté l'UDI. Il est à LREM.

#### Élections de juin 2021
Le premier tour des élections départementales de 2021 est marqué par un très faible taux de participation (33,26 % au niveau national). Dans le canton de Brionne, ce taux de participation est de 34,77 % (6 448 votants sur 18 547 inscrits) contre 33,02 % au niveau départemental. À l'issue de ce premier tour, deux binômes sont en ballottage : Myriam Duteil et Jean-Pierre Le Roux (Divers, 40,95 %) et Valéry Beuriot et Hélène Chevanne (Union à gauche, 32,36 %).
Le second tour des élections est marqué une nouvelle fois par une abstention massive équivalente au premier tour. Les taux de participation sont de 34,3 % au niveau national, 32,76 % dans le département et 33,99 % dans le canton de Brionne. Myriam Duteil et Jean-Pierre Le Roux (Divers) sont élus avec 58,27 % des suffrages exprimés (3 405 voix pour 6 295 votants et 18 518 inscrits),,.

## Composition

### Composition avant 2015
Le canton de Brionne regroupait vingt-trois communes.
| Nom                     | Code Insee | Codepostal | Superficie (km2) | Population (dernière pop. légale) | Densité (hab./km2) |
| ----------------------- | ---------- | ---------- | ---------------- | --------------------------------- | ------------------ |
| Brionne (chef-lieu)     | 27116      | 27800      | 16,77            | 4 275 (2012)                      | 255                |
| Aclou                   | 27001      | 27800      | 3,70             | 281 (2012)                        | 76                 |
| Le Bec-Hellouin         | 27052      | 27800      | 9,55             | 420 (2012)                        | 44                 |
| Berthouville            | 27061      | 27800      | 7,53             | 298 (2012)                        | 40                 |
| Boisney                 | 27074      | 27800      | 5,76             | 289 (2012)                        | 50                 |
| Bosrobert               | 27095      | 27800      | 9,21             | 609 (2012)                        | 66                 |
| Brétigny                | 27113      | 27800      | 5,40             | 172 (2012)                        | 32                 |
| Calleville              | 27125      | 27800      | 8,57             | 669 (2012)                        | 78                 |
| Franqueville            | 27266      | 27800      | 3,03             | 322 (2012)                        | 106                |
| Harcourt                | 27311      | 27800      | 15,20            | 977 (2012)                        | 64                 |
| La Haye-de-Calleville   | 27318      | 27800      | 2,95             | 291 (2012)                        | 99                 |
| Hecmanville             | 27325      | 27800      | 2,99             | 162 (2012)                        | 54                 |
| Livet-sur-Authou        | 27371      | 27800      | 3,90             | 148 (2012)                        | 38                 |
| Malleville-sur-le-Bec   | 27380      | 27800      | 6,98             | 247 (2012)                        | 35                 |
| Morsan                  | 27418      | 27800      | 4,83             | 125 (2012)                        | 26                 |
| La Neuville-du-Bosc     | 27432      | 27890      | 14,45            | 578 (2012)                        | 40                 |
| Neuville-sur-Authou     | 27433      | 27800      | 5,54             | 191 (2012)                        | 34                 |
| Notre-Dame-d'Épine      | 27441      | 27800      | 1,70             | 73 (2012)                         | 43                 |
| Saint-Cyr-de-Salerne    | 27527      | 27800      | 6,38             | 208 (2012)                        | 33                 |
| Saint-Éloi-de-Fourques  | 27536      | 27800      | 7,23             | 475 (2012)                        | 66                 |
| Saint-Paul-de-Fourques  | 27584      | 27800      | 4,03             | 290 (2012)                        | 72                 |
| Saint-Pierre-de-Salerne | 27592      | 27800      | 6,92             | 251 (2012)                        | 36                 |
| Saint-Victor-d'Épine    | 27609      | 27800      | 7,89             | 319 (2012)                        | 40                 |

### Composition à partir de 2015
Le nouveau canton de Brionne comprenait quarante-quatre communes entières à sa création.
À la suite du décret du 5 mars 2020, la commune nouvelle de Nassandres sur Risle est entièrement rattachée au canton.
| Nom                             | Code Insee | Intercommunalité                       | Superficie (km2) | Population (dernière pop. légale) | Densité (hab./km2) | Modifier                                    |
| ------------------------------- | ---------- | -------------------------------------- | ---------------- | --------------------------------- | ------------------ | ------------------------------------------- |
| Brionne (bureau centralisateur) | 27116      | CC Intercom Bernay Terres de Normandie | 16,77            | 4 220 (2022)                      | 252                | modifier les données · modifier les données |
| Aclou                           | 27001      | CC Intercom Bernay Terres de Normandie | 3,70             | 345 (2022)                        | 93                 | modifier les données · modifier les données |
| Barc                            | 27037      | CC Intercom Bernay Terres de Normandie | 11,35            | 1 168 (2022)                      | 103                | modifier les données · modifier les données |
| Barquet                         | 27040      | CC Intercom Bernay Terres de Normandie | 13,68            | 449 (2022)                        | 33                 | modifier les données · modifier les données |
| Beaumont-le-Roger               | 27051      | CC Intercom Bernay Terres de Normandie | 36,42            | 2 767 (2022)                      | 76                 | modifier les données · modifier les données |
| Beaumontel                      | 27050      | CC Intercom Bernay Terres de Normandie | 11,63            | 634 (2022)                        | 55                 | modifier les données · modifier les données |
| Le Bec-Hellouin                 | 27052      | CC Intercom Bernay Terres de Normandie | 9,55             | 378 (2022)                        | 40                 | modifier les données · modifier les données |
| Berthouville                    | 27061      | CC Intercom Bernay Terres de Normandie | 7,53             | 336 (2022)                        | 45                 | modifier les données · modifier les données |
| Berville-la-Campagne            | 27063      | CC Intercom Bernay Terres de Normandie | 8,68             | 265 (2022)                        | 31                 | modifier les données · modifier les données |
| Boisney                         | 27074      | CC Intercom Bernay Terres de Normandie | 5,76             | 287 (2022)                        | 50                 | modifier les données · modifier les données |
| Bosrobert                       | 27095      | CC Intercom Bernay Terres de Normandie | 9,21             | 671 (2022)                        | 73                 | modifier les données · modifier les données |
| Bray                            | 27109      | CC Intercom Bernay Terres de Normandie | 5,85             | 400 (2022)                        | 68                 | modifier les données · modifier les données |
| Brétigny                        | 27113      | CC Intercom Bernay Terres de Normandie | 5,40             | 142 (2022)                        | 26                 | modifier les données · modifier les données |
| Calleville                      | 27125      | CC Intercom Bernay Terres de Normandie | 8,57             | 661 (2022)                        | 77                 | modifier les données · modifier les données |
| Combon                          | 27164      | CC Intercom Bernay Terres de Normandie | 16,30            | 822 (2022)                        | 50                 | modifier les données · modifier les données |
| Écardenville-la-Campagne        | 27210      | CC Intercom Bernay Terres de Normandie | 7,40             | 446 (2022)                        | 60                 | modifier les données · modifier les données |
| Franqueville                    | 27266      | CC Intercom Bernay Terres de Normandie | 3,03             | 304 (2022)                        | 100                | modifier les données · modifier les données |
| Goupil-Othon                    | 27290      | CC Intercom Bernay Terres de Normandie | 14,80            | 1 254 (2022)                      | 85                 | modifier les données · modifier les données |
| Grosley-sur-Risle               | 27300      | CC Intercom Bernay Terres de Normandie | 13,18            | 525 (2022)                        | 40                 | modifier les données · modifier les données |
| Harcourt                        | 27311      | CC Intercom Bernay Terres de Normandie | 15,20            | 1 076 (2022)                      | 71                 | modifier les données · modifier les données |
| La Haye-de-Calleville           | 27318      | CC Intercom Bernay Terres de Normandie | 2,95             | 252 (2022)                        | 85                 | modifier les données · modifier les données |
| Hecmanville                     | 27325      | CC Intercom Bernay Terres de Normandie | 2,99             | 197 (2022)                        | 66                 | modifier les données · modifier les données |
| La Houssaye                     | 27345      | CC Intercom Bernay Terres de Normandie | 4,25             | 206 (2022)                        | 48                 | modifier les données · modifier les données |
| Launay                          | 27364      | CC Intercom Bernay Terres de Normandie | 2,26             | 180 (2022)                        | 80                 | modifier les données · modifier les données |
| Livet-sur-Authou                | 27371      | CC Intercom Bernay Terres de Normandie | 3,90             | 165 (2022)                        | 42                 | modifier les données · modifier les données |
| Malleville-sur-le-Bec           | 27380      | CC Intercom Bernay Terres de Normandie | 6,98             | 269 (2022)                        | 39                 | modifier les données · modifier les données |
| Morsan                          | 27418      | CC Intercom Bernay Terres de Normandie | 4,83             | 122 (2022)                        | 25                 | modifier les données · modifier les données |
| Nassandres sur Risle            | 27425      | CC Intercom Bernay Terres de Normandie | 25,58            | 2 291 (2022)                      | 90                 | modifier les données · modifier les données |
| La Neuville-du-Bosc             | 27432      | CC Intercom Bernay Terres de Normandie | 14,45            | 713 (2022)                        | 49                 | modifier les données · modifier les données |
| Neuville-sur-Authou             | 27433      | CC Intercom Bernay Terres de Normandie | 5,54             | 192 (2022)                        | 35                 | modifier les données · modifier les données |
| Notre-Dame-d'Épine              | 27441      | CC Intercom Bernay Terres de Normandie | 1,70             | 69 (2022)                         | 41                 | modifier les données · modifier les données |
| Le Plessis-Sainte-Opportune     | 27466      | CC Intercom Bernay Terres de Normandie | 11,37            | 355 (2022)                        | 31                 | modifier les données · modifier les données |
| Romilly-la-Puthenaye            | 27492      | CC Intercom Bernay Terres de Normandie | 11,85            | 329 (2022)                        | 28                 | modifier les données · modifier les données |
| Rouge-Perriers                  | 27498      | CC Intercom Bernay Terres de Normandie | 4,12             | 368 (2022)                        | 89                 | modifier les données · modifier les données |
| Saint-Cyr-de-Salerne            | 27527      | CC Intercom Bernay Terres de Normandie | 6,38             | 206 (2022)                        | 32                 | modifier les données · modifier les données |
| Saint-Éloi-de-Fourques          | 27536      | CC Intercom Bernay Terres de Normandie | 7,23             | 548 (2022)                        | 76                 | modifier les données · modifier les données |
| Saint-Paul-de-Fourques          | 27584      | CC Intercom Bernay Terres de Normandie | 4,03             | 268 (2022)                        | 67                 | modifier les données · modifier les données |
| Saint-Pierre-de-Salerne         | 27592      | CC Intercom Bernay Terres de Normandie | 6,92             | 231 (2022)                        | 33                 | modifier les données · modifier les données |
| Saint-Victor-d'Épine            | 27609      | CC Intercom Bernay Terres de Normandie | 7,89             | 337 (2022)                        | 43                 | modifier les données · modifier les données |
| Sainte-Opportune-du-Bosc        | 27576      | CC du Pays du Neubourg                 | 8,07             | 636 (2022)                        | 79                 | modifier les données · modifier les données |
| Thibouville                     | 27630      | CC Intercom Bernay Terres de Normandie | 8,83             | 326 (2022)                        | 37                 | modifier les données · modifier les données |
| Canton de Brionne               | 2707       |                                        | 376,13           | 25 410 (2022)                     | 68                 | modifier les données                        |

## Démographie

### Démographie avant 2015
| 1962  | 1968  | 1975   | 1982   | 1990   | 1999   | 2006   | 2011   | 2012   |
| ----- | ----- | ------ | ------ | ------ | ------ | ------ | ------ | ------ |
| 9 629 | 9 736 | 10 018 | 10 595 | 10 306 | 10 484 | 10 835 | 11 563 | 11 670 |

### Démographie depuis 2015
En 2022, le canton comptait 25 410 habitants, en évolution de −0,11 % par rapport à 2016 (Eure : −0,25 %, France hors Mayotte : +2,11 %).
| 2013   | 2018   | 2022   |
| ------ | ------ | ------ |
| 25 081 | 25 254 | 25 410 |